# 36-й мотострелковый полк (СССР)
36-й мотострелковый ордена Суворова полк— мотострелковый полк Вооружённых сил СССР и Вооружённых сил Российской Федерации.
Участвовал в Гражданской войне и в Великой Отечественной войне: в Краснодарской наступательной операции, в Северо-Кавказской стратегической наступательной операции, Новороссийско-Таманской операции, Висло-Одерской наступательной операции, Львовско-Сандомирской наступательной операции, Моравско-Остравской наступательной операции и Пражской операции.

## История

### Формирование
Образован 1 октября 1919 года. Сразу же после сформирования участвовал в боях под городом Царицыном, в числе других соединений освобождал город Орёл от войск Деникина, а в феврале 1920 года Туапсе и Сочи от белогвардейцев. В августе 1920 года громил десант полковника Улагая в районе станицы Тимашевской.
- В день третьей годовщины Великой Октябрьской социалистической революции 7 ноября 1920 года полк (в составе дивизии) вброд переправился через Сиваш и выбил врага с Арабатской Стрелки Крым.
- В 1921 году он перебрасывается в Закавказье для установления Советской власти в Грузии.
- 9 мая 1921 года 36-й стрелковый полк 34-й стрелковой дивизии по приказу Реввоенсовета 11-й армии вливается в 9-ю стрелковую дивизию (с 22 июля 1922 года-1-я Кавказская стрелковая дивизия).
- В августе 1924 года участвует в подавлении восстания грузинских меньшевиков.
- В 1928 году в день 10-летия РККА дивизия награждается Почётным Революционным Красным Знаменем и ей присваивается наименование «1-я стрелковая Кавказская Краснознамённая дивизия ЦИК ССР Грузии».
- В 1929 году за отличные успехи в охране границы и успешное выполнение заданий по ликвидации мятежных банд в Закавказье ЦИК СССР наградил 36-й стрелковый полк Революционным Красным Знаменем.
- В 1931 году полк переформировывается в 36-й горнострелковый полк 9-й горнострелковой дивизии

### В годы войны
.

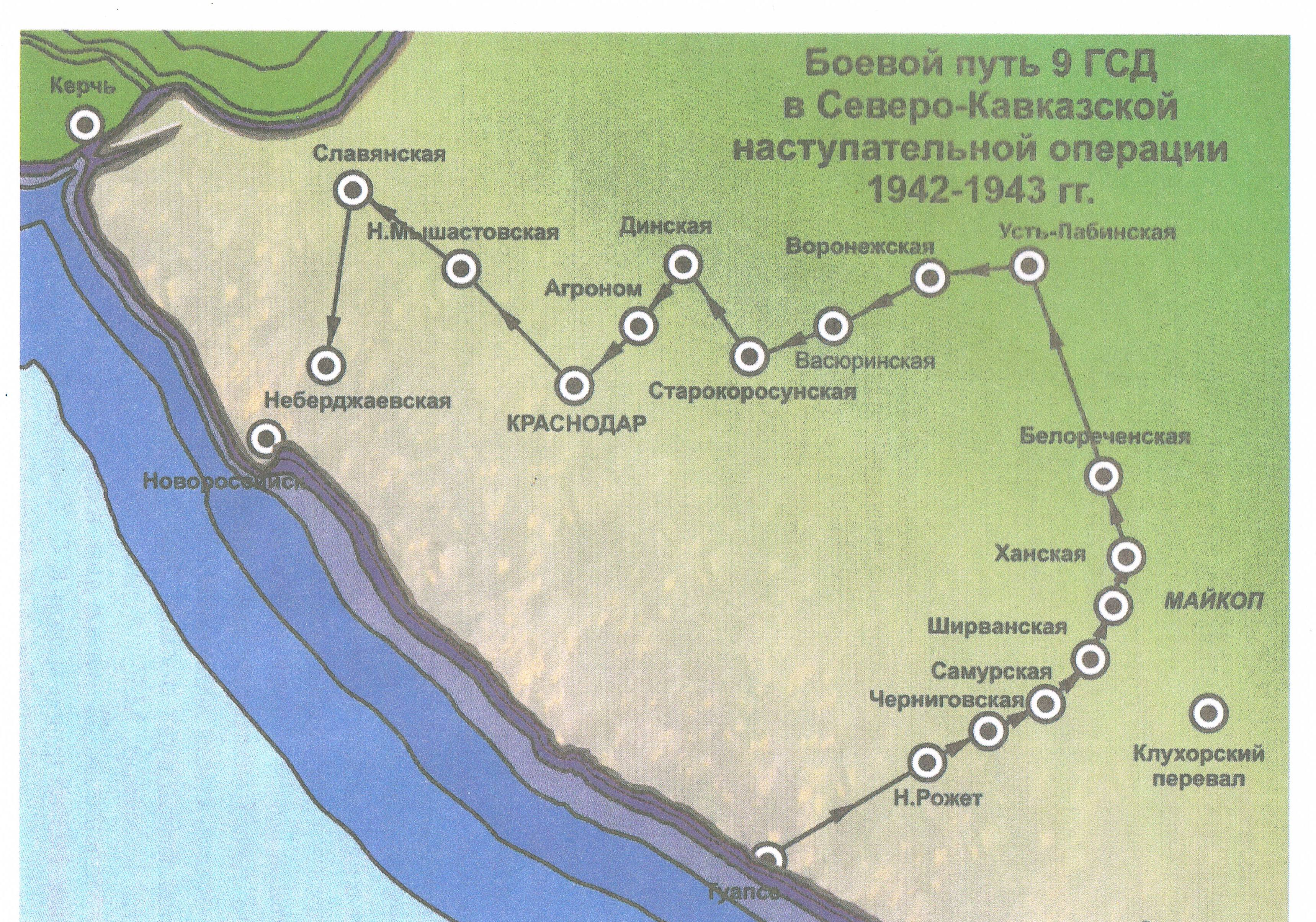
Боевой путь 36-го горнострелкового полка в составе 9-й гсд в Северо-Кавказской наступательной операции. 1942—1943 гг.

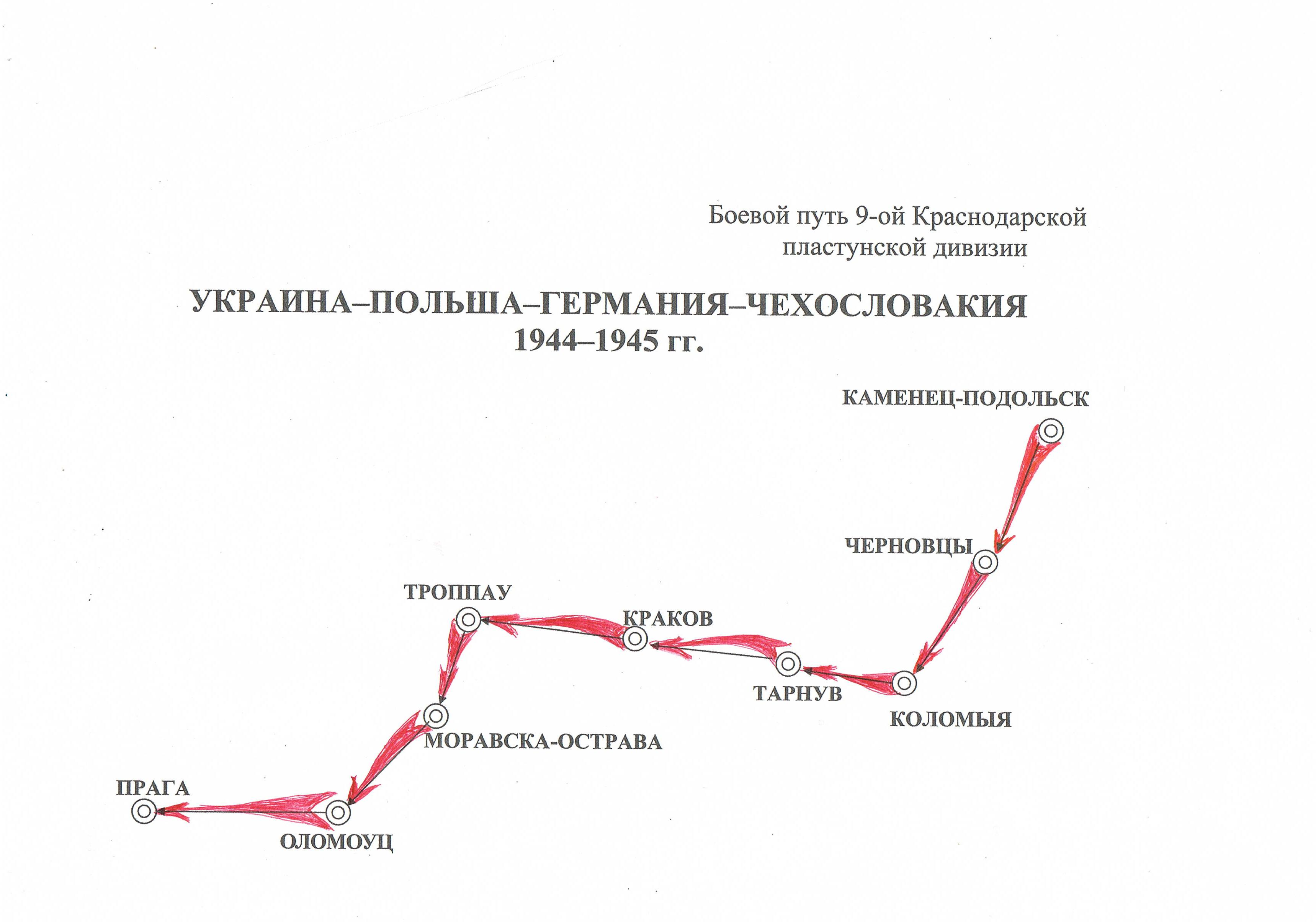
Боевой путь 36-го пластунского стрелкового полка в составе 9-й пластунской стрелковой дивизии Схема. 1943—1945

- Участвовал в Краснодарской наступательной операции и в Северо-Кавказской стратегической наступательной операции, Новороссийско-Таманской операции, Висло-Одерской наступательной операции, Львовско-Сандомирской наступательной операции, Моравско-Остравской наступательной операции и Пражской операции.

В декабре 1942 года полк в составе дивизии передислоцирован из Батуми в Туапсе и получил задачу прорвать вражескую оборону. Затем — освобождение городов и сёл Кубани от фашистов, освободительный поход по землям Польши и Чехословакии. В 1945 года полк награждён орденом Суворова III степени

## Награды полка
28 мая 1945 года —  Орден Суворова III степени — награждён указом Президиума Верховного Совета СССР — за образцовое выполнение заданий командования в боях с немецкими захватчиками при овладении городами Моравская Острава, Жилина и проявленные при этом доблесть и мужество

## Послевоенные годы
Полк в составе дивизии возвращается на Кубань.
В послевоенный период с сентября 1945 года 36-й пластунский стрелковый полк дислоцировался в Краснодаре.
- С июня 1946 года- дивизия скадрована (9-я отдельная кадровая пластунская стрелковая бригада) (комбриг генерал-майор Шагин А. И.) в составе 29-го ск дислоцируется в Краснодаре, а 256-й артиллерийский полк (артдивизион) в Усть-Лабинской. Части также были скадрованы и 36-й пластунский стрелковый полк получил наименование 161-й отдельный пластунский кадровый батальон.
- С 9 июня 1949 года вновь дивизия развёрнута, как 9-я горнострелковая дивизия. Полк получил наименование 36-й горнострелковый полк.
- С 17 января 1950 года передислоцирован в Майкоп (ныне Республика Адыгея).
- С 1950 по 1992 год 36-й мотострелковый ордена Суворова 3 степени полк в составе 9-й мотострелковой Краснодарской Краснознамённой орденов Кутузова и Красной Звезды дивизии имени Верховного Совета Грузинской ССР дислоцировался в Майкопе Республики Адыгея.
- В 1957 году горнострелковый полк переформировывается в мотострелковый полк .
- 19 февраля 1970 года полк в составе дивизии отмобилизован до штатов военного времени и принял участие в стратегических манёврах «Двина» c оценкой «отлично». За образцовое выполнение воинского долга Министр обороны СССР объявил всему личному составу благодарность. А дивизия за высокие показатели в боевой и политической подготовке награждена юбилейной грамотой ЦК КПСС Президиума Верховного Совета СССР и Совета Министров СССР и занесена в Книгу почёта Краснознамённого СКВО.
- В честь 50-летия образования СССР, ЦК КПСС, Президиум Верховного Совета СССР и Совет Министров СССР наградил 36-й мотострелковый ордена Суворова полк (командир полка подполковник Золотухин В. А.) в 1972 году Почётным юбилейным знаком «За высокие показатели в боевой учёбе».
- В 1990 году 36-й мотострелковый ордена Суворова полк (командир полковник Аубакиров М. Г.) имел: 31 Т-72, 5 БМП-2, 1 БМП-1, 2 БРМ-1К, 7 БТР-80, 4 ПМ-38, 8 2С12 «Сани», 6 Р-145БМ, 1 ПУ-12, 1 МТУ-20.

### Расформирование
В 1992 году полк был переформирован в 526-й отдельный мотострелковый батальон 131-й отдельной мотострелковой бригады

## Командование

### Командование в годы Гражданской и Великой Отечественной войны
- 1942—1943 майор Марковец Д. О.
- 6.1943-1945 полковник Орлов Александр Константинович

### Командование после войны
Командиры полка
- 1972—1973 подполковник Золотухин В. А.
- 1987—1990 полковник Аубакиров Марат Габбасович

Заместители командира полка по политчасти
Начальники штаба полка
- Подполковник Ларин

Заместители командира полка по техчасти
Заместители командира полка по тылу

## Отличившиеся воины полка
- Командир 1-го мсб капитан Громов, Борис Всеволодович (р. 1943, Саратов) — советский и российский военачальник и политик, член Совета Федерации. Генерал-полковник (9 мая 1989), Герой Советского Союза (3 марта 1988). Губернатор Московской области (2000—2012).
- Панкратьев, Николай Иванович Командир миномётной батареи, Герой Социалистического Труда (1958)